# UIC-X-Wagen (DB)

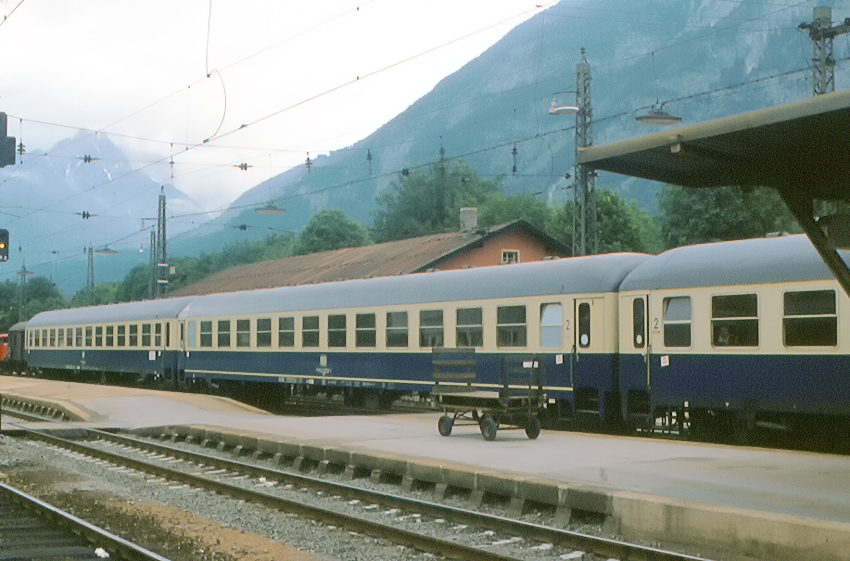
Intercity mit ozeanblau-elfenbein lackierten Bm-Wagen (1979)

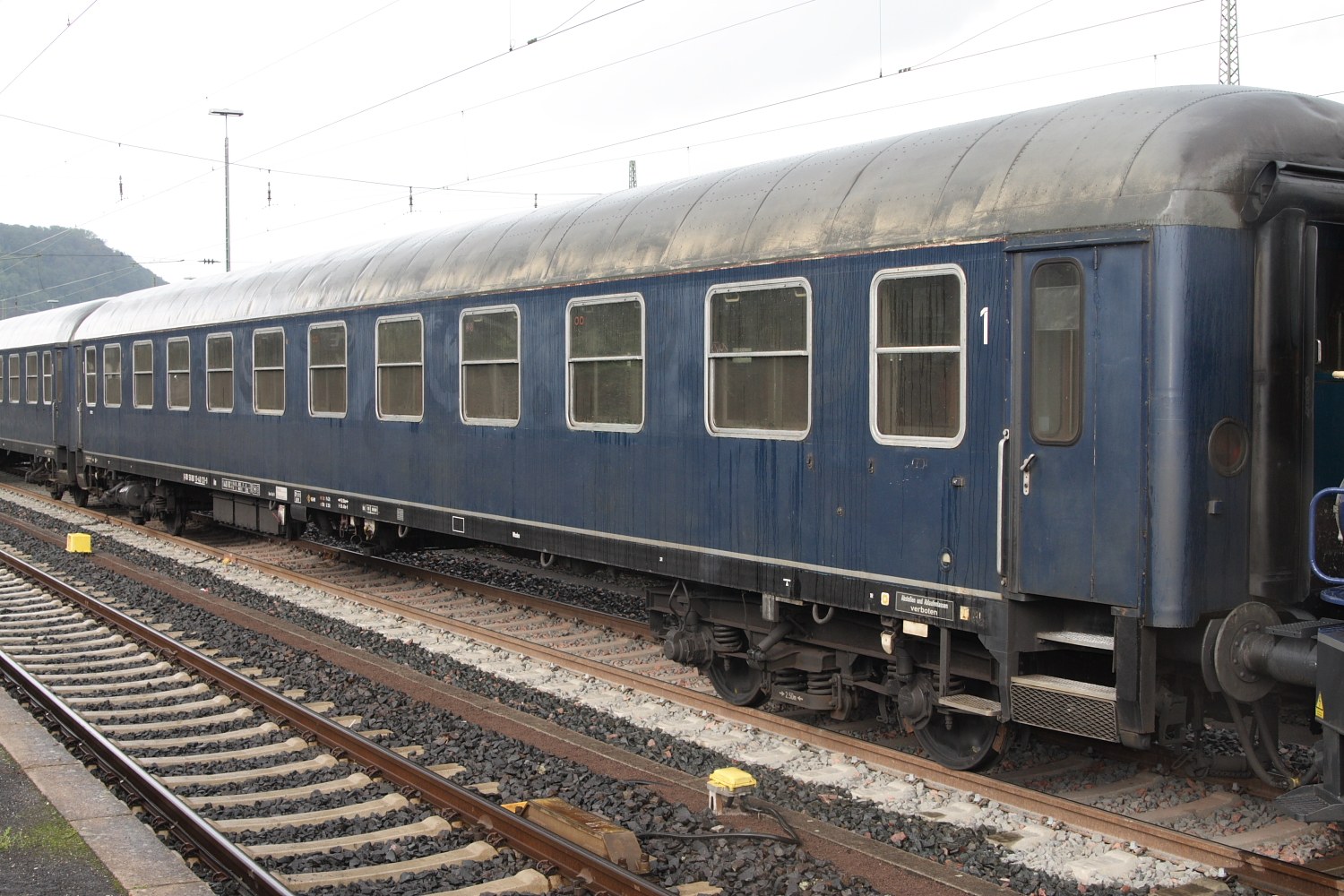
Ehemaliger UIC-X-Abteilwagen der ersten Klasse der Bundesbahn, inzwischen bei der Centralbahn AG im Einsatz

Als UIC-X-Wagen werden mehr als 6.145 Schnellzugwagen der Deutschen Bundesbahn (DB) bezeichnet, die ab 1952 in Dienst gestellt wurden und teilweise ein halbes Jahrhundert lang in Schnellzügen, Fern-Express-Zügen, DC-Zügen und im Intercity-Verkehr liefen. Diese Wagen verfügten über einen bis dahin in Europa nicht gekannten Komfort.
Bis zur Klassifizierung durch den Internationalen Eisenbahnverband (UIC) Anfang der 1960er Jahre wurden sie als üm-Wagen bzw. m-Wagen bezeichnet und sind unter dieser Bezeichnung auch bis heute bekannt.

## Geschichte
Nach Gründung der Deutschen Bundesbahn reiften Überlegungen, eine neue Generation von Schnellzugwagen zu beschaffen. Um den Reisekomfort zu erhöhen, wurden erstmals größere Abteiltiefen als bisher üblich festgelegt und die Bestuhlung in der 3. Klasse von 2+3 Sitzen in Wagenquerrichtung auf 2+2 Sitze umgestellt. Dies führte zwangsläufig dazu, dass die neuen Wagen länger gebaut werden mussten, um das Platzangebot nicht zu stark zu reduzieren und damit die Wagenmasse pro Sitzplatz unwirtschaftlich zu erhöhen. Erste Prototypen, die 1950 geliefert wurden, waren zunächst noch 22,40 Meter lang. Dies war nicht weiter ungewöhnlich, da zu dieser Zeit die meisten Personenwagen in Europa noch zwischen 21 und 23 Meter lang waren. Nur bei den Schürzenwagen wurden bei Speise-, Schlaf- und Salonwagen bereits eine Länge von 24,5 Metern und als Baumuster oder Projekt von 26 Metern erreicht.

### yl-Wagen
Für den Inlands-Verkehr mit sogenannten „Leichtschnellzügen“ LS wurde 1950 bei Wegmann eine Probereihe von drei Doppelstock-Reisezugwagen erstmals mit einer Länge von 26,4 Meter gebaut. Ein Wagen DC4ümpwge stellte nur Sitze der dritten Klasse bereit, ein weiterer Wagen DBC4ümpwge Sitze der zweiten und dritten Klasse. Der dritte Wagen DCR4ümpwge enthielt eine Küche im Untergeschoss und einen Speisebereich im Obergeschoss. Die Wagenenden waren Sitzbereiche der dritten Klasse. Das Nebengattungszeichen-Kombination „ümpwge“ wurde 1952 durch „ymg“ zusammengefasst, da es eine zukünftige Standard-Bauart (Pullmanbestuhlung, Polstersitze auch in der dritten Klasse, E-Heizung) beschrieb. Erste einstöckige Neubauwagen der neuen Länge von 26,4 Meter waren die ab 1951 gelieferten Leichtschnellzugwagen, später als Eilzugwagen eingesetzten Typen der Bauart ymg, später yl genannt. Das „m“ stand dabei für Wagen mit einer Länge von mehr als 24 Metern, das „g“ für die erstmals bei den Eilzugwagen und den Doppelstockversuchswagen eingesetzten Gummiwulstübergänge. Bei diesen Wagen musste gegenüber den bisherigen kürzeren Wagen die Wagenkastenbreite in Fahrzeugmitte auf 2825 Millimeter reduziert werden, um die europäische Fahrzeugbegrenzungslinie einhalten zu können. Für kürzere Wagen ließ das Profil Breiten bis 3,10 Metern zu. Durch die gewählte Sitzplatzanordnung konnte jedoch trotz des schmäleren Wagenkastens eine ausreichende Gangbreite realisiert werden.
Die Entwicklung von Schnellzugwagen in der neuen Standardlänge wurde 1950 eingeleitet. Federführend war hier die Waggonfabrik Westwaggon in Köln-Deutz nach den Vorgaben der Wagenbau- und Einkaufsabteilung des Bundesbahn-Zentralamtes in Minden unter der Leitung von Abteilungspräsident Dr.-Ing. Adolf Mielich. Diese waren dann sämtlich mit Drehgestellen der Bauart Minden-Deutz ausgestattet.
Die 1951 gefertigte Vorserie bestand aus drei Fahrzeugen der Polsterklasse AB 4üm (Am 201), drei gemischtklassige Wagen ABC 4üm-52 (ABm 221) und zehn Drittklasse-Wagen C 4üm-52 (Bm 231). Das „ü“ stand für die bei den Schnellzugwagen übliche Übergangsmöglichkeit von Wagen zu Wagen, die nach Abschaffung der Abteilwagen mit Abteilen in Wagenbreite für jeden Wagen galt und daher obsolet wurde. In Klammern dahinter die spätere UIC-Bezeichnung, die ab 1968 eingeführt wurde (bei Neubau-Speisewagen schon ab 1966). Die ersten Baumusterwagen erhielten noch keine Gummiwulstübergänge, sondern die im internationalen Verkehr üblichen Faltenbälge (daher „üm“ und nicht „ümg“). Die Wagen der ersten Muster- und Lieferserien mussten nach 1961 an den Kopfenden umgestaltet werden. Sie waren daher noch nicht echte „X“-Wagen im Sinne der UIC-Vorgaben.

### m-Wagen

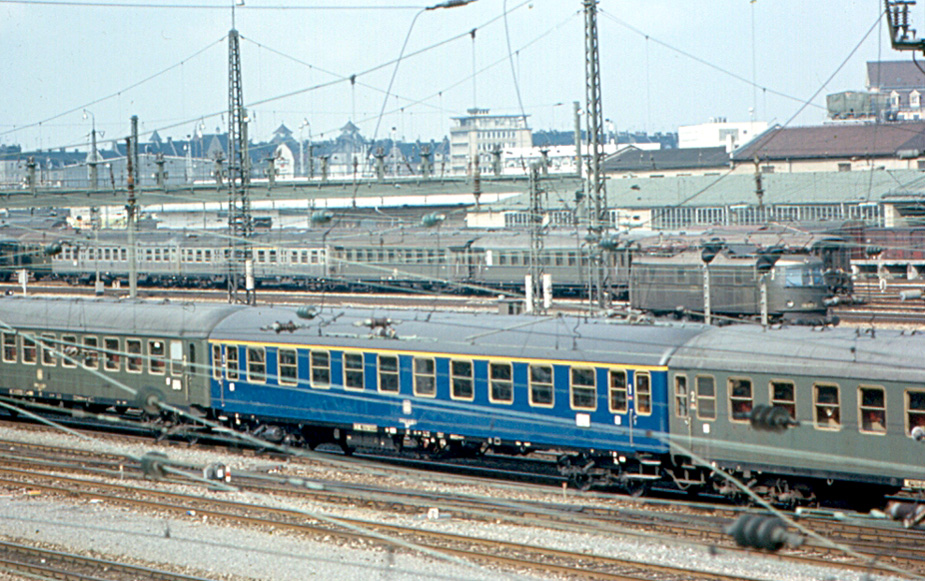
Zuggarnitur mit einem blauen Wagen des Typs Am^{202} in München (1970)

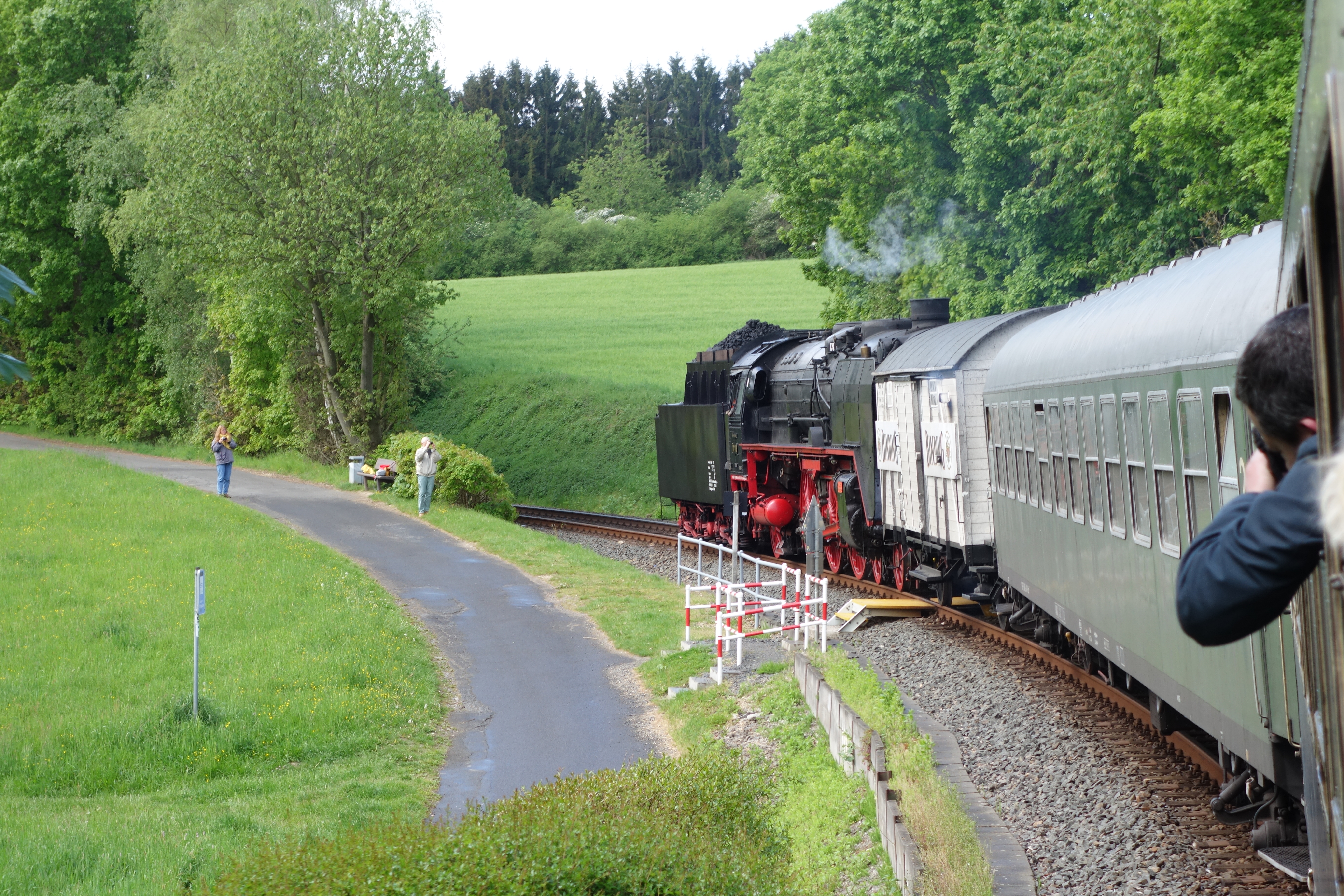
In Bögen ragen die 26,4 Meter langen UIC-X-Wagen deutlich weiter in den Lichtraum hinein als kürzere Wagen, hier im 180-Grad-Bogen bei Königstein im Taunus

Wie bei den yl-Wagen sollte auch die neue Bauart in einem symmetrischen Baukastensystem ausgeführt werden. Damit ließen sich bei einer geraden Anzahl von Abteilen ohne Probleme zur Hälfte Wagen mit zwei Klassen oder mit Packabteil herstellen. Diese neuen Fahrzeuge entsprachen in ihren Hauptmaßen damit den später geschaffenen UIC-X-Konventionen.
Der Wagenkasten reichte bis zu den Puffertellern. Untergestell und Wagenkasten sind aus verschiedenen Profilblechen der Stahlgüte St 37 und St 52 zusammengeschweißt. Nur die ersten Serien wurden vor allem im Dachbereich noch genietet. Das Gewicht lag bei etwa 38 Tonnen.
Die Wagenübergänge waren ebenfalls wie bei den yl-Wagen mit den neuen Gummiwulsten geschützt. Verschlossen wurden die Übergänge mit einer vierflügeligen Falttür. Die mit dem Wagenkasten bündige Einstiegstür an jedem Wagenende wurde als Drehtür ausgeführt. Entlüftet wurden die Wagen je nach Anzahl der Abteile durch zehn bis zwölf statische Kuckuckslüfter auf dem Dach. Neben einem WC-Raum an jedem Wagenende gab es auch einen separaten Waschraum.
Innovativ war bei diesen Wagen die Inneneinrichtung. Die Wandverkleidung war in den Polsterklassen in Birnbaum, in der dritten Klasse mit Novopan ausgeführt; bei späteren Serien wurde Birkenholz verwendet. Die Abteile der damaligen dritten Klasse wiesen eine Länge von 1755 Millimetern auf, wobei die Fensterbreite 1000 Millimeter betrug. Die Abteile der beiden Polsterklassen waren jeweils 2100 Millimeter breit, mit einer Fensterbreite von 1200 Millimetern. Die Seitenfenster waren im oberen Bereich einfach, im unteren Bereich doppelt verglast.
Alle Abteile boten sechs ausziehbare Sitzplätze der Bauart Bremshey an. Das war für die dritte Klasse einmalig, bot diese doch bislang nur Holzlattenbänke für acht Reisende. In Frankreich wagte man erst 25 Jahre später den Schritt zum Abteil zweiter Klasse mit sechs Sitzen. In der dritten Klasse wurden die gepolsterten Sitze mit grünem Kunstleder überzogen, die der Polsterklassen besaßen verschiedene Stoffüberzüge. Um auf rechnerisch acht Sitze pro Abteil zu kommen, waren bei den Wagen der dritten Klasse im Gang an jedem Fenster zwei Notklappsitze eingelassen worden.
Die AB-Wagen verfügten demnach über 60 Plätze, die ABC-Wagen boten 66 Plätze an und in der dritten Klasse gab es 72 Sitze plus 24 Notsitze im Gang. Der Gang selbst wurde durch eine Pendeltür geteilt, somit konnten bei den C-Wagen genau eine Hälfte für Raucher und die andere für Nichtraucher ausgewiesen werden.
Die Wagen konnten sowohl mit Dampf als auch elektrisch beheizt werden. Die Energie für das Kleinspannungsnetz der Wagen (u. a. Beleuchtung und Heizungssteuerung) wurde aus Generatoren in den Drehgestellen gewonnen, wobei eine Pufferbatterie dazwischengeschaltet war. Als Leuchtquelle dienten moderne Leuchtstoffröhren. Die Polsterklassen verfügten zusätzlich über Leseleuchten an den Sitzen.
Anfang der 1960er Jahre wurden Wagen mit einer Länge 26,4 Meter und zwölf Abteilen der zweiten Klasse bzw. zehn der ersten als Typ „X“ durch die UIC klassifiziert. Typ „Y“ galt für 24,5 Meter lange Wagen mit zehn Abteilen zweiter Klasse, Typ „Z“ (ab 1976) war genauso lang wie Typ X, aber mit jeweils einem Abteil weniger in beiden Klassen.

### Technische Daten
| Länge über Puffer:          | 26,40 m0                                |
| Wagenkastenbreite:          | 2,825 m                                 |
| Gesamthöhe:                 | 4,05 m0                                 |
| Drehzapfenabstand:          | 19,00 m0                                |
| Achsstand der Drehgestelle: | 2,50 m0                                 |
| Gesamtmasse:                | 35 bis 40 t                             |
| Höchstgeschwindigkeit:      | 140 bis 200 km/h                        |
| Drehgestelltyp:             | Minden-Deutz                            |
| Heizung:                    | elektrisch und Dampf (später ausgebaut) |

## Bauserien
Bislang teilte die Reichsbahn die Wagen verschiedener Beschaffungsperioden einer Verwendungsgruppe zu, deren Ziffer ungefähr das Jahr der Erstbeschaffung der Serienwagen angab. Dieses System hielt die Bundesbahn bis in die 1960er Jahre aufrecht.

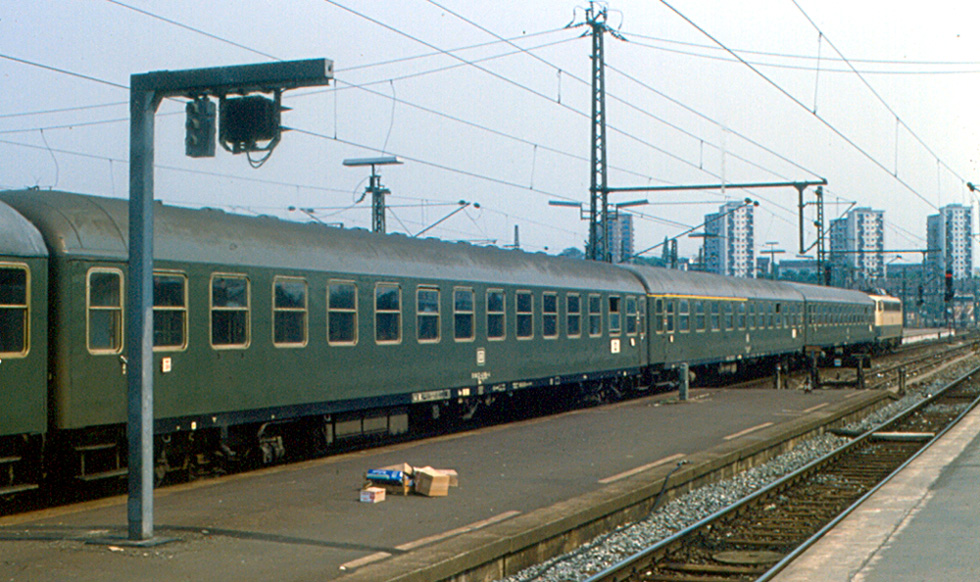
Zug bei der Ausfahrt aus dem Stuttgarter Hauptbahnhof, links ein Wagen der Bauart Bm 232 (Juni 1979)

### Verwendungsgruppe 53
Nachdem die Prototypen geliefert wurden, bestellte die Bundesbahn noch 1952 eine erste Serie des Typs AB 4üm, sowie acht Abteilwagen mit Speiseraum BR 4ümg für den Einsatz in Fernschnellzügen (F). Diese hießen ab 1956 AR 4üm und ähnelten den Eilzug-Halbspeisewagen CR 4ym–52 (ab 1976: BRyl 446). Bei beiden Bauarten handelt es sich nicht um Buffetwagen (einfache Speisewagen mit eingeschränktem Service), sondern um solche mit vollem Service.
Ein Jahr später folgten erste Serienwagen der Bauarten BC 4üm-55 (ABm 223) und C 4ümg-55 (Bm 232). Neue Halbgepäckwagen wurden ab 1958 ausgeliefert. Die Wagen des Typs BPw 4üm-58 (BDms 271) hatten eine 1800 Millimeter breite Ladetür, die Ladepforte des Typs BPw 4ümg-55 war 1900 Millimeter breit. Ferner boten die Halbgepäckwagen Sitzplätze für 36 Reisende. Ab 1960 sind Gepäckwagen der Bauart Pw 4ümg (Dms 902) an die Bahn übergeben worden.
Alle genannten Wagen gehören der Verwendungsgruppe 53 an, bilden jedoch die Bauarten 54, 55 usw., da nach gleichem Muster gebaute Wagen verschiedener Bauarten bei der DB zu einer Verwendungsgruppe zusammengefasst wurden.
Gleichzeitig zu den Wagen der Gruppe 53 wurden neuartige Liegewagen eingeführt. Diese Wagen beruhten entgegen dem ersten Anschein nicht auf dem Bm-Typ, sondern auf dem zuvor beschafften Mitteleinstiegswagen dritter Klasse. Dies kann man sowohl an der Größe der Vorraumfenster als auch an der geringfügig kleineren Abteillänge erkennen. Die neuen Liegewagen waren in Europa Vorreiter für eine neue Wagengattung. Am Tag waren diese Wagen als normale Sitzwagen einsetzbar, in der Nacht wurden in den Abteilen sechs Liegen hergerichtet. Die ersten Wagen wurden von privaten Reiseveranstaltern wie Scharnow, Hummel, Touropa und dem US Transportation Command eingesetzt. Die Wagen waren zuerst als Cl 4ümg-54 eingereiht, bevor sie zu Bcm 241 wurden.
Alle Waggons waren mit Klotzbremsen ausgerüstet, für 140 km/h zugelassen, besaßen 1000 Millimeter, für die Polsterklassen 1200 Millimeter breite Fenster und einteilige Drehtüren an den Wagenenden jeder Seite.
Nach der europäischen Klassenreform 1956 wurden die Polsterklassen einheitlich zur ersten Klasse erklärt. Die bisherige dritte Klasse wurde zur zweiten Klasse, die Wagen entsprechend umgezeichnet (A für erste Klasse, B für zweite Klasse).

### Verwendungsgruppe 61
Neue Vorschriften der UIC bezüglich der Festigkeit machte ab 1960 eine Modifizierung des Wagenkastens erforderlich. Der Bereich am Wagenende wurde stoßfester ausgeführt. Dies wiederum bedingte eine geänderte Konstruktion der Rahmen. Statt der bisherigen vierflügeligen Falttür wurde am Wagenende nun eine zweiflügelige von Hand zu bedienende Schiebetür eingebaut.
Die ersten Wagen nach dieser neuen Vorschrift waren zwei Buffetwagen der Bauart BRbu 4ümg-60 (BRbumh 281). Diese Wagen wiesen als erste die neuen Drehfalttüren und Schiebetüren am Wagenende auf. 1961 legte die UIC die neuen Vorschriften als Standardwagen „UIC-X“ fest. Diese entsprachen den Buffetwagen, nur die Wagenenden wurden durch Rammsäulen verstärkt. Auch waren für die zweite Klasse nunmehr 1.200 mm breite Fenster vorgesehen.
In dieser Ausführung wurden Fahrzeuge der Bauarten A 4üm-61 (Am 203), AB 4üm-61 (ABm 224) und B 4üm-61 (Bm 233) beschafft. Bis auf die 1.000 mm breiten Fenster im Bereich der zweiten Klasse entsprachen sie bereits dem neuen UIC-Standard. Das Kunstleder der zweiten Klasse wurde nun im gleichen roten Farbton wie bei den neuen Silberling-Nahverkehrswagen ausgeführt. Der Farbton des Wagenkastens zweiter Klasse wechselte vom noch von der alten Reichsbahn übernommenen Flaschengrün (RAL 6007) zum Chromoxidgrün (RAL 6020).

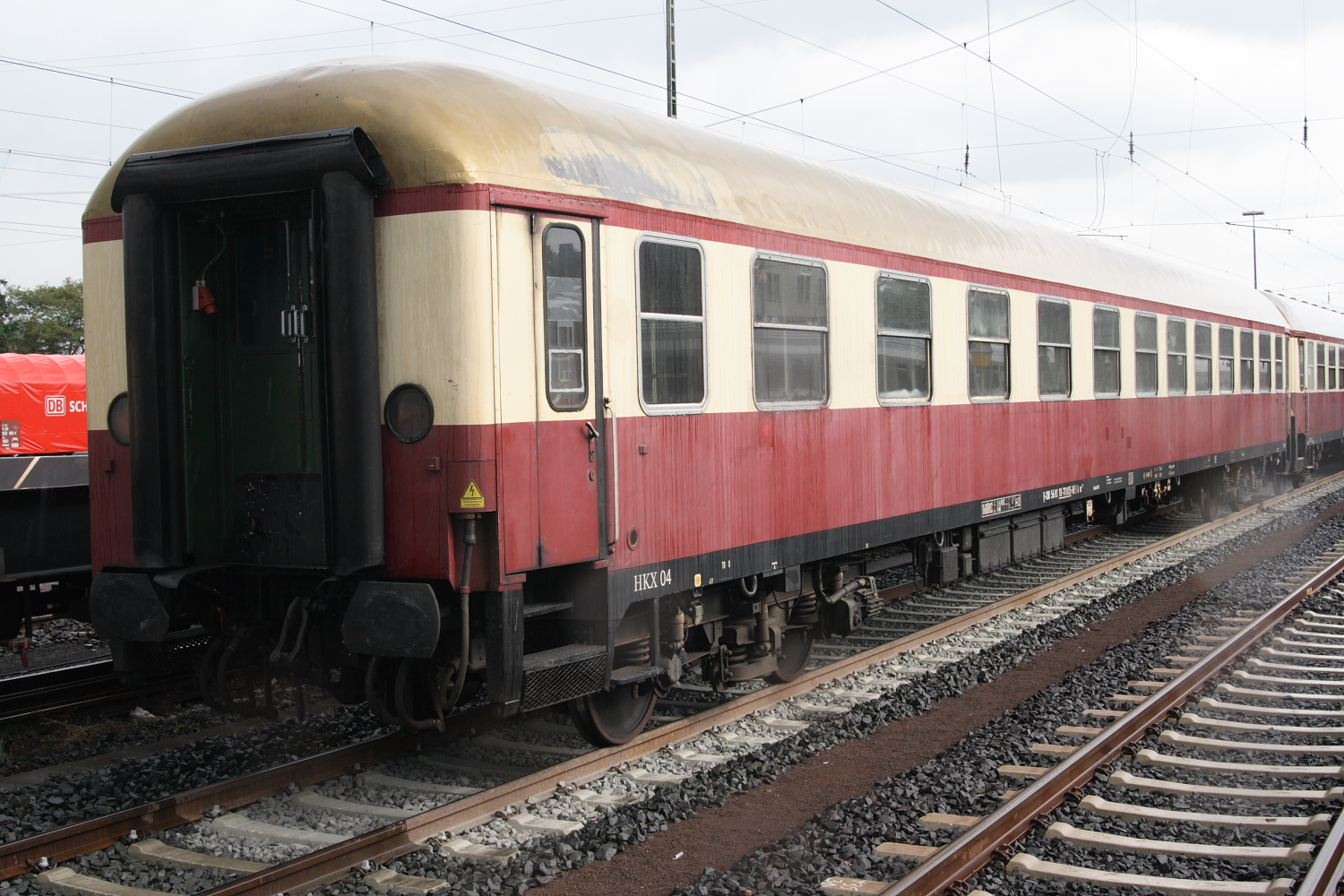
Ein ehemaliger ABm^{225}, verkehrt inzwischen als Am^{023} mit verringerter Sitzplatzanzahl (September 2014)

Bereits 1963 wurden die UIC-X-Wagen zweiter Klasse erneut modifiziert. Die Fensterbreite der zweiten Klasse betrug nunmehr 1200 Millimeter, was dem kurz zuvor überarbeiteten UIC-Merkblatt 567 (Standard X) entsprach. Auch gab es kleinere technische Verbesserungen. Von diesen Wagen wurden die Bauarten AB 4üm-63 (ABm 225) und B 4üm-63 (Bm 234) beschafft. Der Bm 234 wurde mit 1848 Exemplaren die größte jemals gebaute Wagenserie in Westeuropa. Wagen mit den neuen Scheibenbremsen waren für 160 km/h zugelassen.
Gleichzeitig entstand die neue Liegewagen-Bauart Bc 4üm-62 (Bcm 243, später Bocm 243). Im Gegensatz zu den Vorserien hatten diese nur noch elf Abteile, davon eines für den Zugbegleiter, und verfügten auch über ein Waschabteil. Die Fenster der Abteile waren nun 1200 Millimeter breit und damit wie die der Am-Wagen ausgeführt. Ein Teil der Liegewagen B(o)cm 243 wurde für den Einsatz im CityNightLine-Nachtzug zu Ruhesesselwagen umgebaut.
Der Prototyp einer neuen Leichtbauserie entstand mit dem AB 4üm-64 (ABm 226) im Jahr 1964. Unterscheidungsmerkmale zur Regelserie waren das Steildach und die von den TEE-Wagen übernommenen WC-Fenster mit Klappmechanismus. Als Regelbauarten sollten neben weiteren ABm 226 auch Am 204, Bm 235 (diese Bauartnummer war damals noch frei) und BDms 274 beschafft werden. Kurioserweise wurde das damals geplante Bm-235-Modell von der Modelleisenbahnfirma Arnold in Nürnberg im Maßstab 1:160 für die Spur N verwirklicht.
Die ab 1973 gebauten Wagen erhielten schließlich einen neuen vierstufigen Einstieg mit klappbarer Trittstufe. Diese Bauweise wurde später sowohl bei den TEE-Wagen als auch bei den für den Berliner Transitverkehr eingesetzten Wagen der Verwendungsgruppe 53 und vielen anderen Wagen nachgerüstet. Seitdem wurde auf den Bau der Regenrinne an der Dachkante und der Übersetzfenster in den Türen verzichtet.
Ab 1974 wurde die nicht mehr als zeitgemäß angesehene Inneneinrichtung aufgewertet. Es gab neue Polsterbezüge in Cognacfarben und neue Armlehnen sowie Leseleuchten über den Sitzen. Allerdings wurden in dieser Ausführung nur Bm 234 und BDms 273 geliefert. Diese Wagenbeschaffung wurde von der Deutschen Bundesbahn als „Programm Neuer D-Zug“ in den Medien beworben. Die Farbgebung entsprach den neuen Richtlinien der DB mit elfenbeinfarbenem Fensterband (RAL 1014) und ozeanblauen Bauchspanten (RAL 5020).
Mit der geplanten Einführung des neuen InterCity-Netzes im Stundentakt mit zweiter Wagenklasse wurden im Vorgriff die im Rahmen des „Programm Neuer D-Zug“ bestellten Wagen der Bauart Bm 234 mit Magnetschienenbremsen und Drehgestellhemmern ausgerüstet und für eine zulässige Höchstgeschwindigkeit von 200 km/h hergerichtet. Mit dem Start des IC-79-Systems wurden diese Wagen in Bm 235 umbenannt.
Als Verstärkerwagen für den IC-Verkehr wurden auch 61 Am-203-Waggons für eine Höchstgeschwindigkeit von 200 km/h hergerichtet, allerdings zumeist nur in Schnellzügen eingesetzt. Die meisten Bm-235-Wagen sind später zu InterRegio-Wagen (Bim) umgebaut worden. Dafür mussten sogar ältere Bm 234 zu Bm 235 umgerüstet werden.

### Verwendungsgruppe 63 / Rheingold-Wagen
Nach den gleichen Bauprinzipien der m-Wagen entstanden ab 1962 neue klimatisierte Wagen der ersten Klasse für den neu eingeführten Fernzug Rheingold. Diese Wagen waren komplett klimatisiert und verfügten in der ersten Klasse über neun Abteile bzw. über acht fiktive Abteile im neuartigen Großraumwagen. Darüber hinaus glichen sie technisch weitgehend den m-Wagen.

### Touristik-Liegewagen
Speziell für den Touristikverkehr wurden ab 1967 neu entwickelte Liegewagen in Dienst gestellt. Diese Wagen verfügten in der Mitte über drei so genannte Vorzugsabteile, die sich in zwei Halbabteile separieren lassen. Um wie bei den Bcm-243–Wagen insgesamt zehn Abteile unterzubringen, wurde die Wagenkastenlänge auf 27,5 Meter angehoben. Sie entsprach damit der der Neubau-Speisewagen der DB. Die Typenbezeichnung lautete Bctm 256. Diese Wagen erhielten das ab 1964 für Wagenneuentwicklungen der DB vorgesehene Steildach und waren daran gut zu erkennen.

### Schlafwagen
Auf den gleichen technischen Parametern der UIC-X-Wagen entstanden Schlafwagen verschiedener Bauarten. Eine erste Serie der Bauart WLABC 4ümg-54 (WLABm 173) wurde bereits 1954 an die Deutsche Schlaf- und Speisewagengesellschaft (DSG) ausgeliefert. Es wurden Betten für alle drei damals üblichen Wagenklassen bereitgehalten. In jedem der zwölf jeweils 1,70 Meter breiten Abteile konnten bis zu drei Betten – je nach gebuchter Kategorie – belegt werden. Jeweils zwei Abteile konnten zu einem Großraumabteil zusammengelegt werden. Auf der Gangseite waren sechs 1400 Millimeter breite Fenster vorhanden, auf der Abteilseite entsprach die Fensterteilung der der Abteile. Aus Komfortgründen war das Dach gegenüber den anderen X-Wagen um 250 Millimeter erhöht. Ansonsten wurden die gleichen Baugrundsätze der m-Wagenserie zugrunde gelegt. Die Wagen wurden mit DSG-Anschriften im Mitropa-Design in der bei allen Wagen der DSG üblichen roten Wagenfarbe geliefert.
Ab 1959 folgte eine sukzessive 77 Wagen umfassende Serie der Bauart WLAB 4ümg-59 (WLABm 174), die konstruktiv auf den Wagen von 1954 aufbaute. Allerdings gab es nur noch elf Abteile, die mit jeweils drei Betten ausgerüstet waren. Ein Abteil diente nun dem Wagenbegleiter. Die ersten vierzig Wagen liefen dabei auf Drehgestellen der Bauart München-Kassel, die sonst nur Triebwagen vorbehalten waren, der Rest auf Minden-Deutz-MD-33-Gestellen. Bei der ab 1962 gebauten Serie kamen wie bei den Sitzwagen die baubedingten Änderungen der Verwendungsgruppe 63 zum Tragen (Übergangsflügeltür, Einstiegsbereich mit Drehfalt- statt Drehtüren). Diese Fahrzeuge waren für 140 km/h zugelassen.
Eine weiterentwickelte Serie WLAB 4üm-67 (WLABm 175) wurde ab 1967 direkt an die DB geliefert, die ein Jahr zuvor den Wagenpark der DSG übernommen hatte. Die Wagen waren mit der 174er-Serie identisch. Allerdings waren die Drehgestelle mit Scheibenbremsen ausgestattet und die Fahrzeuge daher für 160 km/h zugelassen. Bei den ab 1973 gelieferten Wagen wurden Änderungen im Wageninneren vorgenommen wie der Einbau von Duschen und einer Beschallungsanlage. Diese Wagen fielen äußerlich durch das Steildach auf. Fünf Wagen hatten 1971 die Schweizerischen Bundesbahnen (SBB) übernommen.
Die 174er und 175er-Wagen wurden der Bauart Universal zugeteilt, in Abgrenzung zur Bauart Tourist/Special (T2S) mit Zweibett-Abteilen (einer Gemeinschaftsentwicklung des TEN-Schlafwagenpools).
Nach der Einbringung in den neu geschaffenen europäischen Schlafwagenpool TEN wurde das Design etwas geändert. Statt des schmalen mitropa-typischen gelben Streifens unter den Fenstern wurde ein breiterer weißer angebracht. Allerdings wurde die Wagenfarbe nicht sofort wie bei den anderen Wagen der am TEN-POOL beteiligten Bahnen in Nachtblau geändert, dies erfolgte erst ab 1983. Später wurde das bis dahin bei allen deutschen Schlafwagen elfenbeinfarbene Dach ebenfalls nachtblau ausgeführt.
Ab Mitte der 1990er Jahre nach der Auflösung des TEN-Pools erhielten die Schlafwagen der DB den normalen verkehrsrot-weißen Fernverkehrsanstrich und wechselten in den Besitz der DB AutoZug GmbH über. Daneben gingen drei Schlafwagen vom Typ WLABm 174 an die Österreichische Bundesbahn (ÖBB) und 20 Wagen an die Dänischen Staatsbahnen (DSB).

### Gesellschaftswagen

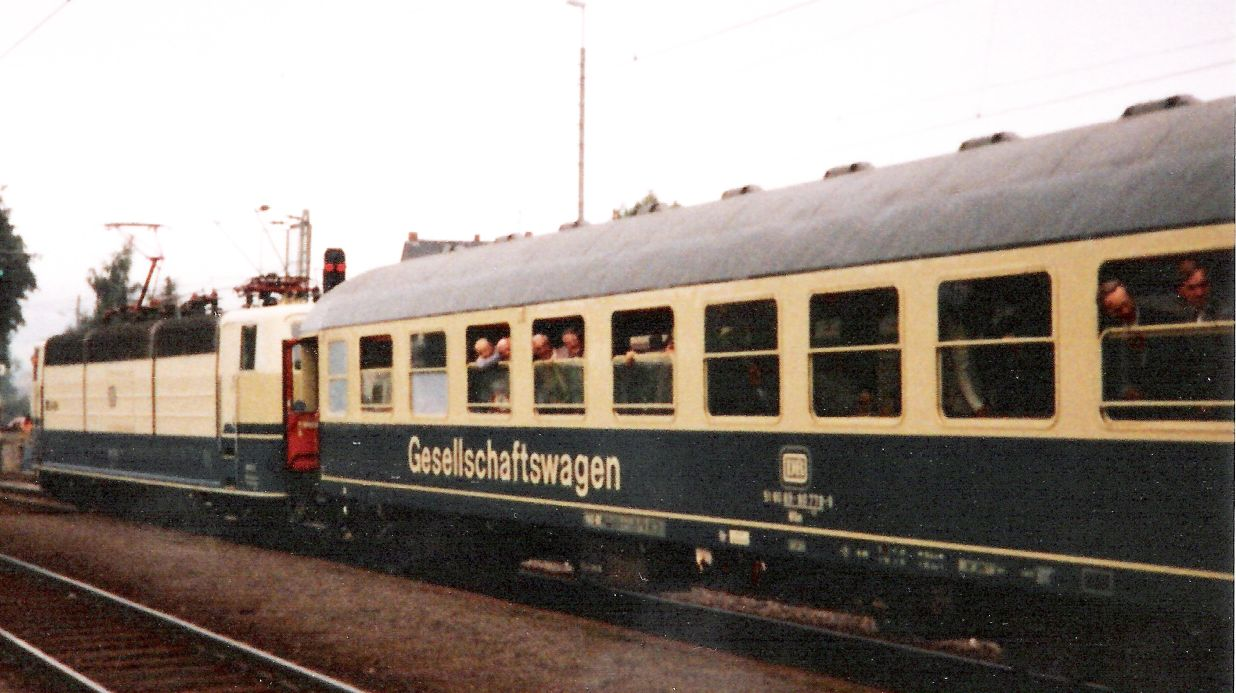
Gesellschaftswagen der UIC-X-Bauart der Bundesbahn in Hanweiler-Bad Rilchingen (Saarland)

Aus den m-Wagen wurden auch Gesellschaftswagen (Tanzwagen) entwickelt. Dafür entstanden mehrere Bauarten, die aus umgebauten Wagen der 1930er und 1940er Jahre stammten.
Zuerst plante die DB Kinowagen, wie sie auch von der DEFA in der DDR entwickelt wurden. Der Gedanke wurde schnell verworfen wegen der befürchteten hohen Totlast im Zug. Erster Umbau-Gesellschaftswagen der 26,4-Meter-Serie war der aus einem Halbspeisewagen der Bauart AR4ümg-54 entstandene Gesellschaftswagen WGm.
1977 begann der Serienumbau. Zuerst wurden ehemalige Eilzug-Buffetwagen des Typs BRyl 446 herangezogen. Aus diesen wurden nach vom BZA Minden erlassenen Richtlinien die Gesellschaftswagen WGmh 841 gebaut mit einer Anzahl von 11 Exemplaren. Weitere 28 Gesellschaftswagen der m-Serie wurden aus Buffetwagen BRbumz 282 umgebaut und erhielten die Bauartnummer WGmh 840.
Einen Teil des Wageninneren nahmen zwei Zugbegleitabteile ein. Eines davon ist mit Technik wie der Musikanlage und Lautsprechern ausgerüstet. Daneben befindet sich eine Anrichte mit 4,723 Meter Länge. Zwei Drittel des Wagens können als Speisesaal, Konferenzraum oder Tanzsaal benutzt werden. Die Wagen laufen auf Minden-Deutz-MD-33-Drehgestellen und sind für 160 km/h zugelassen. Das Eigengewicht beträgt 39,4 Tonnen. Sie erhielten sofort die aktuelle ozeanblau-beige DB-Einheitslackierung. Ab 1988 wurde das blau-weiße IR-Schema angewendet. Heute laufen die Wagen im verkehrsroten Fernverkehrsanstrich.
Um den Bedarf an 200-km/h-lauffähigen Wagen zu befriedigen, wurden auch zehn Neubauwagen des Typs WGmz 824 entwickelt. In der Grundkonzeption entsprechen diese Wagen der umgebauten WG-Wagen, besitzen jedoch ein Steildach und Drehgestelle des Typs Minden-Deutz MD-36 mit Schlingerdämpfer und Magnetschienenbremse.

### Bahnpostwagen

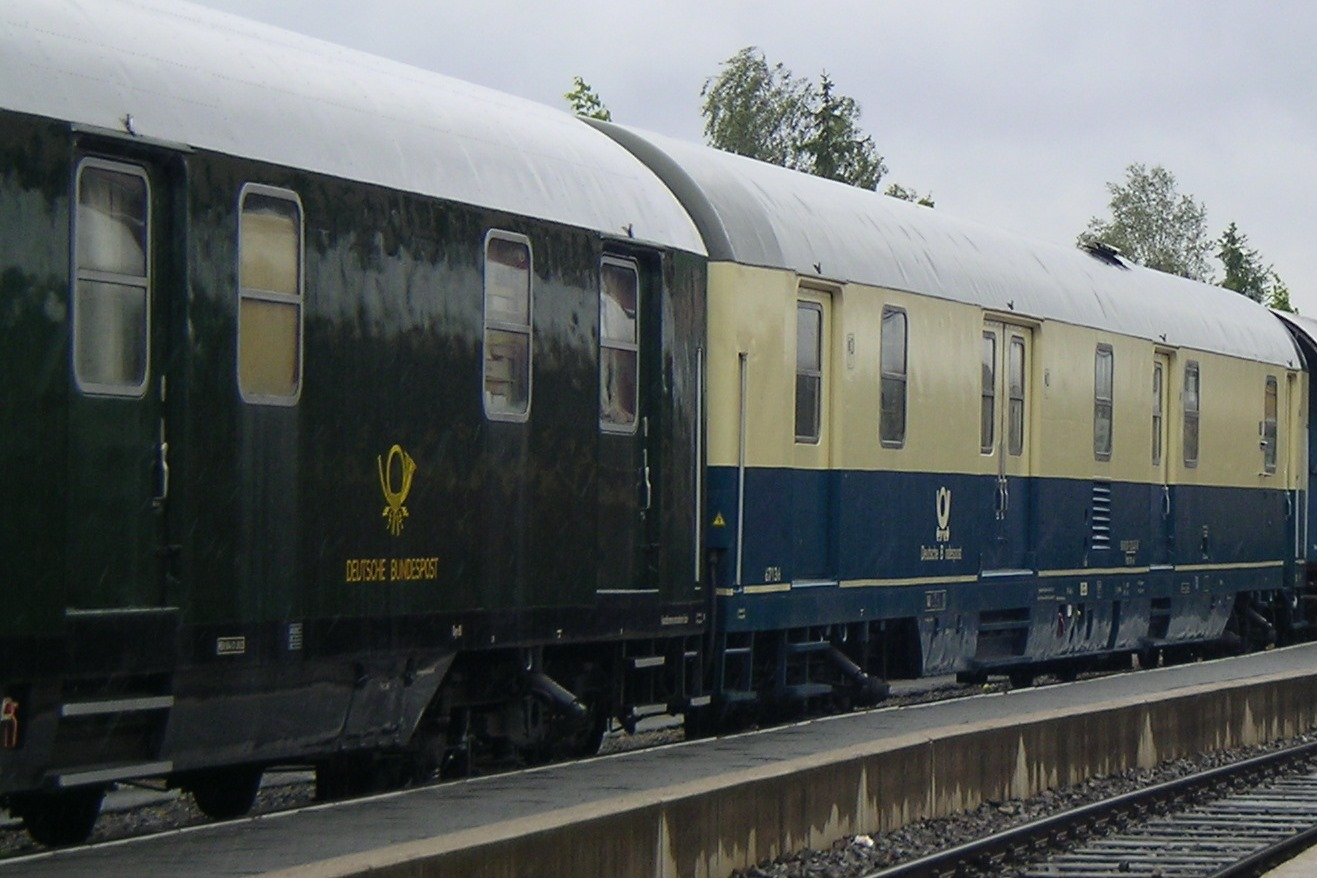
Museal erhaltene Bahnpostwagen in Losheim am See

Auch die Deutsche Bundespost stellte ab 1953 insgesamt 685 Bahnpostwagen in dieser Länge in mehreren Serien in Dienst, da diese eine größere Kapazität bieten als die bisherigen Bahnpostwagen der Vorkriegsbauarten.
Eine erste Serie waren 14 Bahnpostwagen, die bei der Düwag bestellt wurden. Ausgeliefert wurden diese als Postm/a für Briefdienste, als Postm/b für Brief- und Paketdienst und reine Paketwagen Postm/c. Die meisten Merkmale stimmten mit den Sitzwagen überein. Allerdings gab es keine Wagenübergangstüren. Die vier Schiebetüren wurden als Einfachtür ausgeführt. Drei dieser Wagen hatten sogar Führerstände für geplante, aber nie realisierte Postwendezüge erhalten.
Die Serienfertigung begann 1954. Diese Wagen hatten Gummiwülste und einen durch Rollos verschließbaren Wagenübergang. 160 Fahrzeuge der Bauart Postm/b wurden an die Deutsche Bundespost ausgeliefert. 50 Wagen wurden ab 1982 in Packwagen Dms 903 umgebaut, ein Teil in Ausstellungswagen D997, der große Rest wurde in den 1980er Jahren von der Deutschen Post der DDR übernommen.
Die ab 1958 gelieferte Wagenserie zeichnete sich durch die beiden breiteren Mitteltüren aus. Diese waren als Doppelschiebetüren ausgeführt. Die Wagen wurden als Allpostwagen ausgelegt und wurden als Postm/ap eingesetzt.
Die nächste Serie von 1962 übernahm die Änderungen, die für die Verwendungsgruppe 63 typisch waren, wie der verstärkte Rammschutz an den Wagenenden. Äußerlich unterschieden sich die Postmr/ap (das „r“ steht für Schnellbremse) durch die Ausführung nur je einer Doppeltüre und drei Einfachtüren je Wagenseite.
Die 70 ab 1967 gelieferten Wagen Postmr/a hatten wieder zwei Doppeltüren je Seite, die näher zur Wagenmitte gerückt wurden. Gegenüber den Vorgängerbauarten wurde auch der Briefraum vergrößert.
Die letzte Bahnpostwagen-Serie Postmrz/a entstand ab 1973. Durch ein neues Briefverteilkonzept der Bundespost konnte der Briefraum wieder verkleinert werden. Auch entfiel zudem erneut eine der Doppeltüren. Diese 40 Tonnen schweren Wagen (vorher 34 Tonnen) wurden aus kupferverstärktem Stahl hergestellt, der korrosionsbeständiger war. Einige Wagen wurden ab 1976 mit Schlingerdämpfern und Magnetschienenbremse ausgerüstet. Sie wurden ab 1979 in 200 km/h schnellen IC-Zügen beigestellt. Dies geschah vor allem in den Tagesrandlagen. Auch die meisten D-Züge führten die Postwagen nachts mit. Viele wurden zusammen mit Gepäckwagen und Behelfspackwagen in so genannten Expressgut-Zügen eingesetzt, die nachts verkehrten. Dabei erfolgte die Brief- und Paketverteilung durch Personal während der Fahrt. In den 1990er Jahren gab es spezielle 200 km/h schnelle Post-IC auf bestimmten wichtige Routen.
Der Anstrich entsprach fast immer dem der Reisezugwagen. So führte auch die Bundespost nach der grünen DB-Ära ab 1974 das ozeanblau-beige Erscheinungsbild ein. Mit dem Farbkonzept von 1986 sollten die Bahnpostwagen zuerst gelb-weiß ausgeführt werden. Diese Farbe trugen dann die Arbeitswagen der DB. Die Post entschied sich stattdessen für den grau-weißen Anstrich der Gepäckwagen. Aber nur wenige Fahrzeuge wurden so umlackiert. Viele Postwagen erhielten anlässlich von Revisionen wieder das bis 1974 gültige Chromoxidgrün der Reisezugwagen von damals.
1997 endete der Bahnposttransport in Deutschland. Die Post verkaufte ihre Wagen. Die Drehgestelle der 200-km/h-Wagen wurden beim Umbau einiger Bm-Wagen in IR-Wagen verwendet.

## Einsatz

### F- und D-Züge
Die UIC-X-Wagen gelangten sofort in den hochwertigen Schnellzugeinsatz, besonders in den Auslandsdiensten und im Transit- und Interzonenverkehr nach West-Berlin und in die DDR wurden diese Wagen rasch zum Standard. Sehr schnell wurde das bestehende Fernschnellzug-Netz (bis 1956 mit der damaligen ersten und zweiten Wagenklasse, danach nur noch die erste) auf die UIC-Wagen umgestellt. Mitte der 1960er Jahre hatte diese Wagenkonstruktion praktisch alle Vorkriegswagen aus dem Schnellzugdienst verdrängt.

### IC-Züge
Mit dem Start des Intercity-Netzes der Bundesbahn 1971 waren in den meisten IC-Zügen Wagen der Bauart Am 203 vertreten, da noch nicht genügend klimatisierte IC-Wagen zur Verfügung standen. Erst mit der Anlieferung der neuen Eurofima-Wagen aus einer europäischen Gemeinschaftsbestellung wurden die blauen X-Wagen aus dem IC-Dienst verdrängt.

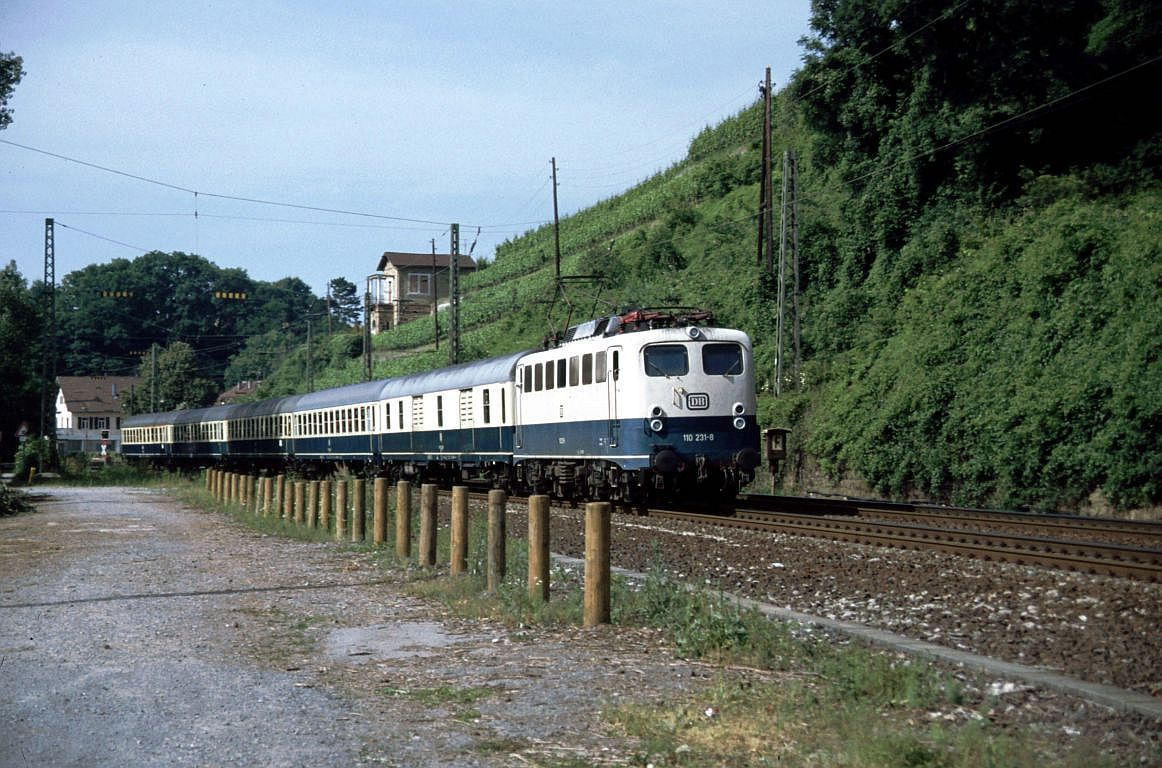
Aus verschiedenen m-Wagen gebildeter Eilzug auf der Frankenbahn in Nordheim (Juni 1993)

Mit der Umstellung von IC-Zügen auch auf die zweite Wagenklasse kamen die UIC-X-Wagen zu IC-Ehren. Zuerst wurden für diese Dienste normale 140- bzw. 160-km/h-fähige Wagen der Bauart Bm 234 eingesetzt. Mit Beginn des Jahres 1978 wurden – wie oben erwähnt – die m-Wagen aus dem Programm „Neuer D-Zug“ mit Magnetschienenbremsen und Schlingerdämpfern für den Einsatz im neuen zweiklassigen IC-Netz hergerichtet. Die ersten Einsätze erfolgten ab dem Sommerfahrplan 1978 zwischen Hamburg und Köln mit Verlängerungen nach Sylt und in Richtung Stuttgart. Mit dem kompletten Start des IC-Netzes im Stundentakt und beiden Wagenklassen wurde der Block der zweiten Klasse komplett mit Bm-235-Wagen bestückt. Für ihren Einsatz als Verstärkerwagen wurden auch 61 Wagen der Bauart Am 203 auf 200 km/h umgerüstet.
Mit der Lieferung neuer Großraumwagen der Gattung Bpmz ab 1979 und Abteilwagen der Gattung Bvmz ab 1988 wurden die Bm 235 allmählich aus den IC-Diensten verdrängt, der letzte Einsatz war aber erst 2005. Diese wanderten in den verbliebenen D-Zug-Verkehr und verdrängten dort die Bm-232- und Bm-239-Wagen. Dieses Material wanderte in den Eilzugverkehr ab, der immer noch eine Domäne von Vorkriegswagen der Eil- und Schnellzugbauarten war, neben den yl-Wagen und Silberlingen. Die auf UIC-X-Wagen umgestellten Eilzüge wurden nun in den Fahrplänen als D-Züge eingestuft, erhielten vierstellige Zugnummern und waren generell zuschlagfrei.
Der Anteil der früher pari gebildeten Raucherabteile begann in dieser Zeit zu sinken. Zuerst wurde ein Raucherabteil für Nichtraucher vorgehalten, womit der Anteil in Bm-Wagen anfangs 7:5 betrug. Gleichzeitig wurde die mittlere Pendeltür im Gang bei den meisten Wagen ausgebaut. Am Ende standen in den Bm-Wagen drei Raucherabteilen neun Nichtrauchercoupés gegenüber.

### IR-Züge

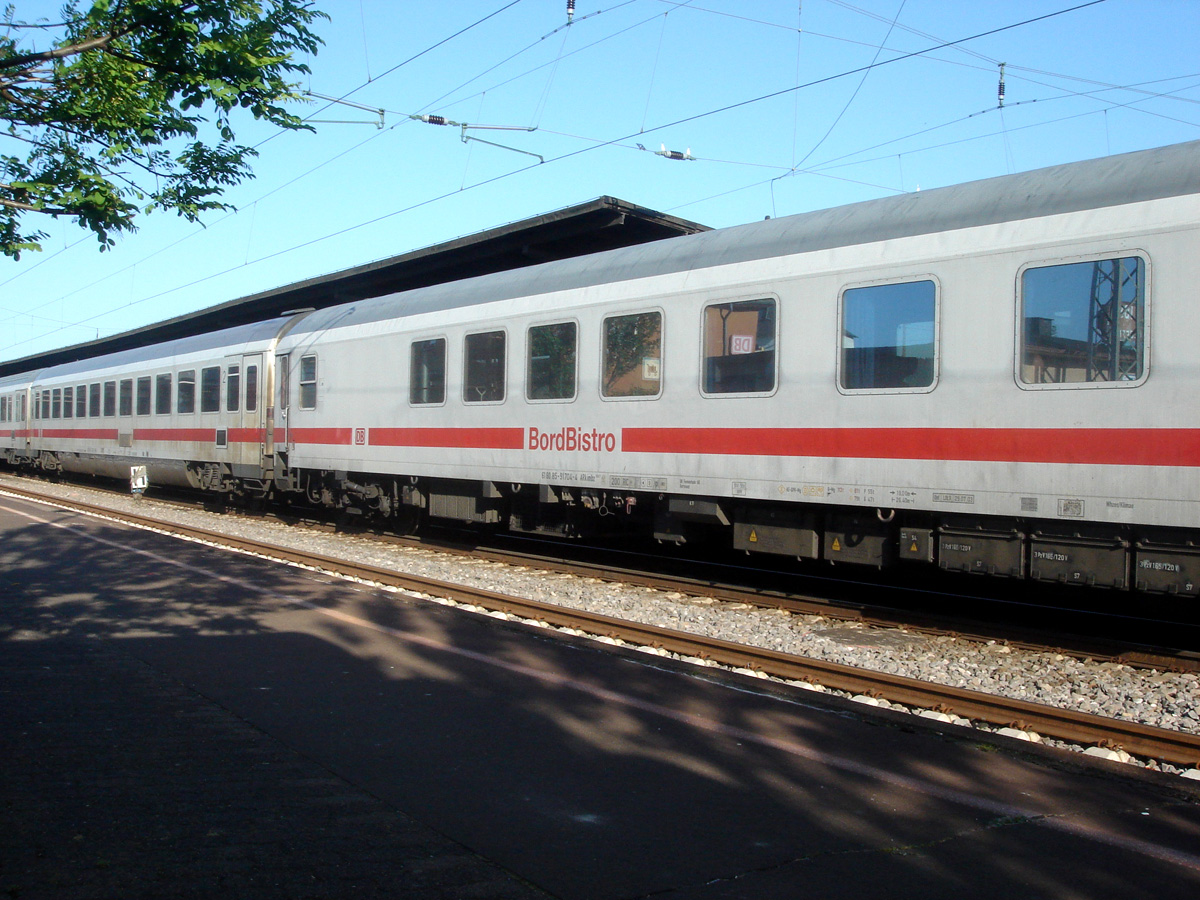
Bord-Bistro-Wagen, in Fernverkehrslackierung für IC-Züge, umgebaut aus UIC-X-Wagen der DB, Typ ABm

Bereits Mitte der 1980er Jahre plante die DB eine Neuordnung ihrer Schnellzüge, die bis dahin alle nach individuellen Fahrplänen fuhren. Eine Kategorie unterhalb der Intercitys sollte ein nach Taktfahrplänen betriebenes Netz aus überregionalen Interregios die bisherigen Schnellzüge ersetzen. Dabei sollte überwiegend das bisherige Wagenmaterial eingesetzt werden, welches aber einem weitgehenden Umbau zu unterziehen war, die neue Wagengattung „-im“ war geboren.
Ab 1987 wurden bei PfA in Weiden Schnellzugwagen der Spenderbauarten Am203, ABm225 und Bm234/Bm235 in die Bauarten Aim260 bzw. Aimz261 (155 Wagen erster Klasse), ARkimbz262 (155 Wagen erster Klasse mit Bistroabteil), Bim263 bzw. Bimz264 (563 Wagen zweiter Klasse) und Bimdz268 (132 Wagen zweiter Klasse mit Fahrradabteil) umgebaut.

### Ende der m-Wagen bei der DB und weiterer Einsatz

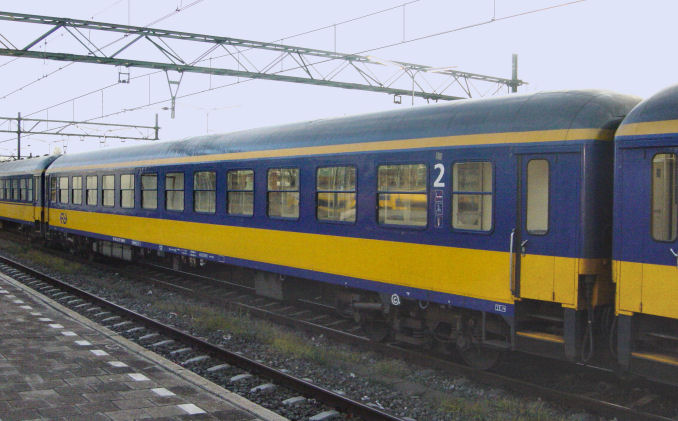
Ehemaliger DB Bm^{235} nach Umbau im Einsatz bei der Nederlandse Spoorwegen

Das Ende der m-Wagen bahnte sich schon in den 1980er Jahren an. Viele Wagen waren mit Asbest ausgekleidet worden, deren Außerdienststellung begann 1988. Andere wurden in IR-Wagen umgebaut. Nur wenige Fahrzeuge wurden einer Sanierung ohne Umbau unterzogen.
Ab der Deutschen Einheit herrschte daher bei der DB eine große Wagenknappheit, die durch das Anmieten von DR-Wagen überbrückt werden musste. In der zweiten Hälfte der 1990er Jahre waren viele Wagen im Regionalverkehr im Bereich der früheren Reichsbahn, v. a. in Sachsen und Thüringen, eingesetzt worden.
Der letzte Bm-Wagen im Nicht-Umbauzustand wurde am Jahresanfang 2006 abgestellt. Viele dieser robusten Wagen werden aber noch im Charter- und Nostalgieverkehr bei Privatbahnen und Reisebüros eingesetzt. Anlässlich des 175-jährigen Bahnjubiläums wurden sie im Fahrplanjahr 2010 zusammen mit anderen historischen Wagen freitags als IC 1806 zwischen Köln und Hamburg und sonntags als IC 1817 zwischen Hamburg und Köln eingesetzt.

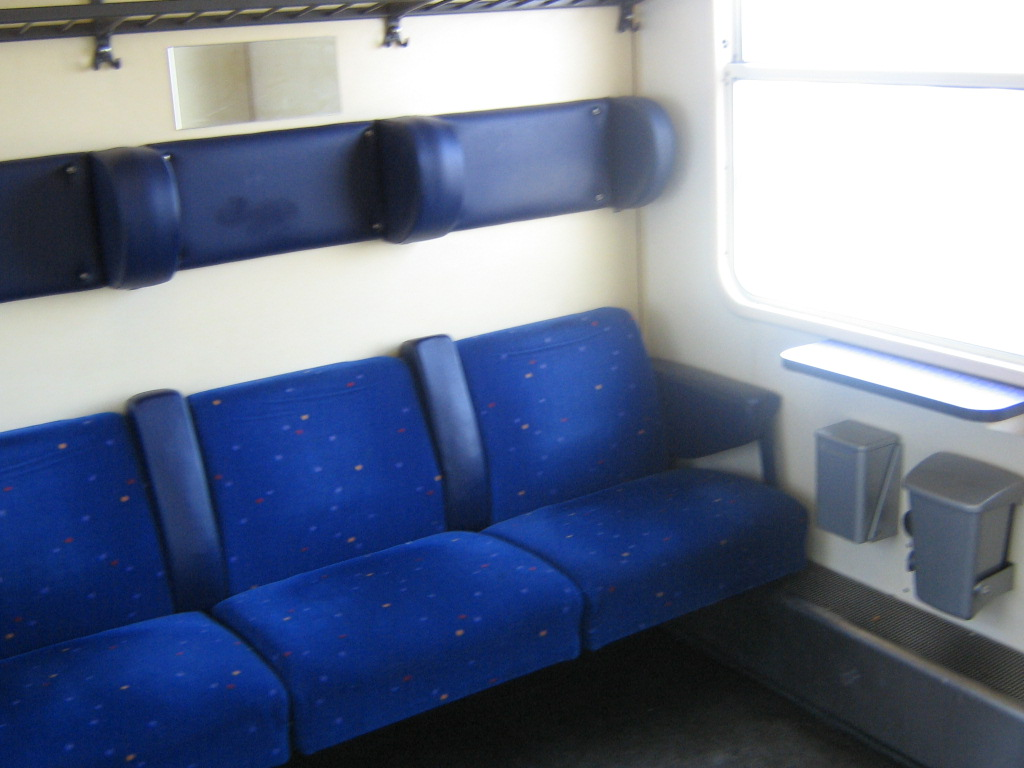
Zweite-Klasse-Abteil eines ICK-Wagens

Anfang der 2000er Jahre verkaufte die Deutsche Bahn 150 Bm235 an die Nederlandse Spoorwegen. Für den dortigen Einsatz wurden die Wagen bei PFA Weiden in den Jahren 2001 und 2002 modernisiert. Die Wagen wurden in den Niederlanden unter dem Namen ICK geführt und in Intercity-Zügen eingesetzt. 36 der erworbenen Bm235 wurden zu Wagen erster Klasse umgebaut (Am), dabei wurden Abteile durch Entfernen von Zwischenwänden verbunden. 18 der erworbenen wurden zu Wagen mit sieben Abteilen zweiter Klasse sowie je einem Gepäck- und Behindertenabteil umgebaut (BDbm). Im Jahr 2009 endete der Einsatz der ICK-Wagen.
Anfang des Jahres 2013 erwarb das schwedische Eisenbahnverkehrsunternehmen Hector Rail 42 dieser Wagen, um sie in Schweden einzusetzen. Hierzu kam es jedoch nicht. Neun der Wagen übernahm die SRI Rail Invest GmbH zwecks Vermietung an die Locomore GmbH & Co. KG. Für den Einsatz zwischen Berlin und Stuttgart werden die Wagen in Rumänien modernisiert. Fünf Abteilwagen erhalten hierfür neue (nur noch zu einem Drittel zu öffnende) Übersetzfenster, Steckdosen und WLAN-Router. Vier weitere Wagen sollen noch weitergehend umgebaut werden: Diese werden klimatisiert, fünf der zwölf Abteile werden zu einem Großraum umgebaut. Ein erster modernisierter Abteilwagen wurde bei der InnoTrans 2016 präsentiert.
| Staat                         | Gesellschaft    | Anzahl | Nummern | Bemerkungen | Bild |
| ----------------------------- | --------------- | ------ | --- | --- | ---- |
| Griechenland                  | ΟΣΕ             | ?      | Bm 51 73 22-40 301-330 Bcm 5173 50-40 030-042 | Bm 232 und Bm 254 (Liegewagen) |      |
| Jugoslawien später Montenegro | JŽ, später ŽPCG | 25     | Am 50 62 10-10 950-954 Bm 50 62 22-05/22-27 201-210 Acl 50 62 40-27 300 Bcm 50 62 50-05 301-309 | Seit 1996. |      |
| Niederlande                   | NS              | 115    | Aimz 51 80 10-91 200, 204, 205, 211, 213, 215, 218, 215, 218, 221, 223, 224 Aimz 51 80 10-94 055, 062, 066, 070, 704, 705 Bim(z) 51 80 22-91 068, 085, 090, 091, 094, 096, 105, 106, 110, 118, 126, 165, 172, 177, 179, 200, 203, 208, 211, 213, 214, 215, 218 223, 225, 230, 232, 234, 238, 239, 248, 251, 256, 260, 265, 272, 274, 276, 280, 285, 289, 291, 294, 296, 297, 307, 308, 310 311, 313, 314, 317, 319, 323, 324, 325, 326, 330, 335, 337, 338, 339, 340, 342, 344, 345, 347 51 80 22-94 002, 016, 024, 079, 139, 157, 158, 174, 200, 214, 215, 218, 219, 224, 229, 231, 234, 235 Bimdz 51 80 84-90 003, 007, 008, 018, 019, 026, 028, 029 51 80 84-95 007, 008, 018, 038, 052, 056 | „ICL“ 2005 - 2011. |      |
| Niederlande                   | NS              | 150    | A 50 84 12-37 001-036 B 50 84 22-37 901-996 50 84 82-37 051-068 | „ICK“ 2000 - 2008. |      |
| Niederlande                   | NS              | 4      | WR 61 84 88-70 015-018 | Ex Bcm243 51 80 50-80 160, 171, 210, 252. Umbau von Liegewagen nach Speisewagen 1988. 015 später nach Herik Rail.                    |      |
| Niederlande                   | NS              | 21     | 51 84 50-30 001-020, 021 | Seit 1993. Ex BCM. Abfuhr 003 in 2003 durch den Eisenbahnunfall von Brühl. 021 Ersatz (ex 51 80 50-30 062). Später nach ÖBB und EETC |      |
| Niederlande                   | EETC            | 14     | 51 84 50-30 001-020, 021 | Ex BCM. Von NS |      |
| Niederlande                   | Herik Rail      | 6      | Bm 51 80 02-40 110-8 (ex C4ümg-54 DB 18903) ABm 51 80 03-70 1006-8 (ex AB4ümg-63) 61 84 88-70 015-3 (ex Bc(m) 423 ex NS Speisewagen) Dm 51 84 92-99 063-065 (Ex Bahnpost) | Später nach Centralbahn AG Später nach DNV Touristik                                                                                 |      |
| Niederlande                   | SSN             | 5      | Bm 232/238 51 84 22 40 350, 414, 498, 618, 759 | |      |
| Rumänien                      | CFR             | 34     | AcBcmee 61 53 40-31 001-027 61 53 40-70 001-007 | Ex Bctm 256 |      |
| Rumänien                      | CFR             | ~23    | Aeem 50 53 30-76 001-023 | Ex Aimz 260, Aimz 261 |      |
| Rumänien                      | CFR             | 5      | Bcm 51 53 59-50 001-050 | Ex Bcom 243, ex Bcm 243 ex Bc 4üm-62                                                                                                 |      |
| Rumänien                      | CFR             | 20     | Beem 50 53 22-76 001-017 | Ex Bimz 263 |      |
| Jugoslawien später Serbien    | JŽ, später ŽS   | ?      | Am 50 72 10-10 770-? Bm 50 72 20-27, 20-40 700-? Bm 50 72 21-05, 21-27, 21-40 700-? Bm 51 72 22-05, 22-10 22-27, 22-40, 22-55 700-? Bcm 51 72 50-10, 50-27, 50-40, 50-41 ? BDm 50 72 82-27 700-? | Seit 1996. |      |
| Schweden                      | Snälltåget      | 19     | Bmpz 61 81 22-90 050-065 (ex NS 50 84 22-37 904, 907, 911, 914, 918, 922, 932, 943, 975, 955, 965, 970, 978, 979, 991, 996) WRbmz 61 81 88-90 000-002 (ex NS 50 84 82-37 057, 059, 066) | Seit 2017. Ex NS, ex Hectorrail |      |

Beim alex verkehren auch weiterhin Bm235, welche allerdings ein Redesign erhielten. Trotzdem sind sie von Aufteilung, Sitzen etc. noch recht original.

### Farbgebung
Frühe Bundesbahnzeit
Die klassische Farbgebung der Reichsbahnzeit wurde auch für die ersten X-Wagen übernommen, stahlblau für die Wagen der „Polsterklassen“ (die spätere erste Klasse), flaschengrün für die Wagen der „Holzklasse“ (die spätere zweite Klasse), weinrot für Speise- und Schlafwagen. Da die traditionellen Farben auf Dauer nicht farbbeständig waren, wurde Anfang der 1960er Jahre das Farbschema leicht verändert, wobei alle drei Farben leicht aufgehellt wurden: Aus stahlblau wurde kobaltblau, aus flaschengrün wurde chromoxidgrün, aus weinrot wurde purpurrot.
Pop-Farben
Anfang der 1970er Jahre wurden einige UIC-X-Wagen in neuen „Pop-Farben“ ausgeführt. Der Spantenbereich war einheitlich in kieselgrau (RAL 7032) gehalten. Wagenklassen und Verwendungszweck sollte durch je einen eigenen Farbton des Fensterbereiches signalisiert werden. Bei fast allen Wagen der ersten Klasse bzw. ersten und zweiten Klasse (Am und ABm) dieses Versuchsprogramms war dieser blutorange (RAL 2002). Ein Wagen der ersten Klasse, die meisten Wagen der zweiten Klasse, alle Halbgepäckwagen und ein Gepäckwagen präsentierten sich mit kobaltblauem (RAL 5013) Fensterband. Liegewagen waren im Fensterbereich neben kobaltblau überwiegend rotviolett (RAL 4002) oder blaulila (RAL 4005) gestrichen worden. Für Schlaf- und Speisewagen sah das Konzept einen purpurroten Fensterbandanstrich in RAL 3004 vor. Alle restlichen Gepäckwagen und einzelne Wagen der ersten, der ersten und zweiten sowie der zweiten Klasse wurden mit gewohntem chromoxidgrünen Fensterband (RAL 6020) versehen. Insgesamt waren 134 Wagen der m-Serie verschiedener Bauarten von diesem Versuch betroffen.
Späte Bundesbahnzeit
Mitte der 1970er Jahre begann die Deutsche Bundesbahn, ihren Betriebsmittelpark auf ein einheitliches Farbschema umzustellen. Die Farbgebung lautete nun ozeanblau/elfenbein bzw. purpurrot/elfenbein (für TEE und erste Klasse im InterCity) an Stelle von weinrot/beige (damalige TEE-Farbgebung) bzw. kobaltblau/beige (ursprüngliche TEE-Farbgebung). Der Fensterbereich war in elfenbein (RAL 1014) gehalten, der Bauchspantenbereich erhielt den Farbton ozeanblau, der später als RAL 5020 klassifiziert wurde.

### Übersichtslisten
| Typ bis 1956 | Typ bis 1966  | Typ UIC               | (um-)gebaut | Anzahl   | Bemerkungen                                                  |
| --- | ------------- | --------------------- | ----------- | -------- | ------------------------------------------------------------ |
| WLABC 4ümg-54 | WLAB 4üm-54   | WLABm 173             | 1954        | 0010     | Schlafwagen                                                  |
| | WLAB 4üm-59   | WLABm 174             | 1959        | 0077     | Schlafwagen                                                  |
| | WLAB 4ümh-67  | WLABmh 175            | 1967        | 0075     | Schlafwagen                                                  |
| |               |                       |             |          |                                                              |
| AB 4üm-52 | AB 4üm-52/61  | Am 201                | 1952        | 0003 (P) | urspr. stahlblauer Lack, kleine Schürze                      |
| AB 4ümg-54 | A 4üm-54      | Am 202                | 1954        | 0199     | urspr. stahlblauer Lack                                      |
| | A 4üm-61      | Am 203                | 1963        | 0144     | (H) urspr. stahlblauer Lack, Drehfalttür (→ Aim 260)         |
| | A 4üm-62      | Amh 204               | 1963        | 0001 (P) | urspr. stahlblauer Lack, Drehfalttür, Luftheizung            |
| |               | Am 208                | 1982        | 0003     | Drehfalttür (← Am 202)                                       |
| |               |                       |             |          |                                                              |
| BR 4ümg-54 | AR4üm-54      | ARm 216               | 1954        | 0016     | (R) Halbspeisewagen, urspr. stahlblauer Lack                 |
| | AR4üm-65      | ARmh 217              | 1966        | 0025     | (R, L) Halbspeisewagen, urspr. weinrot/stahlblauer Lack      |
| |               |                       |             |          |                                                              |
| ABC 4üm-52 | AB 4üm-52/61  | ABm 221               | 1953        | 0002 (P) | schmale Fenster in 2. Klasse                                 |
| ABC 4üm-52 | AB 4üm-52/61  | ABm 222               | 1954        | 0001 (P) | schmale Fenster in 2. Klasse, Schürze                        |
| BC 4ümg-55 | AB 4üm-55     | ABm 223               | 1955        | 0357     | schmale Fenster in 2. Klasse                                 |
| | AB 4üm-61     | ABm 224               | 1961        | 0055     | schmale Fenster in 2. Klasse, Drehfalttür                    |
| | AB 4üm-63     | ABm 225               | 1963        | 0302     | Drehfalttür (→ Aim 260, ARkimbz 262)                         |
| | AB 4üm-64     | ABm 226               | 1964        | 0001 (P) | Leichtbau, Steildach                                         |
| |               | ABm 228               | 1984        | 0068     | Drehfalttür (← ABm 223)                                      |
| |               |                       |             |          |                                                              |
| C 4üm-52 | B 4üm-52/61   | Bm 231                | 1954        | 0010 (P) |                                                              |
| C 4ümg-54 | B 4üm-54      | Bm 232                | 1955        | 1225     | schmale Fenster                                              |
| | B 4üm-61      | Bm 233                | 1962        | 0097     | schmale Fenster, Drehfalttür                                 |
| | B 4üm-63      | Bm 234                | 1963        | 1848     | Drehfalttür (→ Bm 235, später Bim 263, Bim(z) 264)           |
| |               | Bm 235                | 1978        | 1848     | (H) Drehfalttür (← Bm 234, → Bim 263, Bim(z) 264)            |
| |               | Bm 238                | 1979        | 0245     | Drehfalttür (← Bm 232)                                       |
| |               | Bm 239                | 1966        | 0118     | (← Bcm 241, Bcm 251)                                         |
| |               |                       |             |          |                                                              |
| CL 4ümg-54 | Bc 4üm-54     | Bcm 241               | 1954        | 0260     | Liegewagen                                                   |
| | Bc 4üm-54/60  | Bcm 242               | 1960        | 0018     | Liegewagen (← Bc 4üm-54)                                     |
| | Bc 4üm-62     | Bcm 243               | 1962        | 0467     | Liegewagen                                                   |
| |               | Bcm 244               | 1970        | 0013     | Liegewagen (← Bcm 241, Bcm 251)                              |
| |               | Bcomh 244 II          | 1998        | 0050     | (L) Liegewagen mit Vorzugsabteilen (← Bctmh 257)             |
| |               | Bcm(u) 245            | 1954?       | 0012     | Liegewagen, ex US-Army Transportation Corps                  |
| |               | Bcomh 246             | 19xx        | 0140     | Liegewagen (← Bcm 243)                                       |
| |               | Bcm 247               | 19xx        | 0029     | Liegewagen (← Bcm 241, Bcm 251)                              |
| |               | Bvcmz 248             | 1996        | 0117     | (H) Liegewagen (← Bcm 243)                                   |
| |               | Bvcmbz 249            | 2001        | 0054     | (H) Liegewagen, behindertengerecht (← Bcmh 246)              |
| CL 4ümg-53 | Bc 4üm-53     | Bcm 251               | 1953        | 0088     | Liegewagen für Reisebürosonderzüge, Schürze                  |
| CL 4ümgk-53 | Bc 4ümk-53    | Bcm 251               | 1953        | 0088     | Liegewagen für Reisebürosonderzüge, Schürze, Küche           |
| | Bc 4üm-53/60  | Bcm 252               | 1960        | 0016     | Liegewagen mit Vorzugsabteilen (← Bc 4üm-53)                 |
| | Bc 4üm-58     | Bcm 253               | 1958        | 0020     | Liegewagen Touropa, Schürze, stahlblauer Lack                |
| | Bc 4üm-60     | Bcm 254               | 1960        | 0025     | Liegewagen Touropa mit Vorzugsabteilen                       |
| | Bc 4ümk-53/61 | Bcmk 255              | 1961        | 0017     | Liegewagen, Küchenabteil (← Bc 4ümk-53)                      |
| |               | Bocmz 255 II          | 19xx        | 0011     | (← Bcm 243)                                                  |
| |               | Bctm 256              | 1967        | 0060     | (L) Liegewagen mit Vorzugsabteilen, Steildach, Drehfalttüren |
| |               | Bctmh 257             | 1981        | 0060     | (L) Liegewagen mit Vorzugsabteilen (← Bctm 256)              |
| |               | Bcmk 258              | 1991        | 0001 (P) | Kajütwagen (← Bcm 253)                                       |
| |               |                       |             |          |                                                              |
| |               | Aim 260, Aimz 261     | 1988        | 0155     | (H) IR-Wagen (← Am 203, ABm 225)                             |
| |               | ARkimbz 262           | 1988        | 0155     | (H) IR-Wagen, (R) Buffetabteil (← ABm 225, → ARkimbz 266)    |
| |               | Bim 263, Bimz 264     | 1988        | 0563     | (H) IR-Wagen (← Bm 234, Bm 235)                              |
| |               | ARkimbz 266           | 2008        | 000?     | (H) IC-Wagen, (R) Buffetabteil (← ARkimbz 262)               |
| |               | Bimdz 268             | 19xx        | 000?     | (H) IR-Wagen, Fahrradabteil (← Bm 234, Bm 235)               |
| |               |                       |             |          |                                                              |
| | BD 4üm-58     | BDms 271              | 1958        | 0020     | Gepäckraum, schmale Fenster, Ladetür 1800 mm breit           |
| | BD 4üm-59     | BDms 272              | 1959        | 0118     | Gepäckraum, schmale Fenster, Ladetür 2000 mm breit           |
| | BD 4üm-61     | BDms 273              | 1964        | 0163     | Gepäckraum, Drehfalttür                                      |
| |               | BDms 278              | 1981        | 0032     | Gepäckraum, Drehfalttür (← BDms 272)                         |
| |               |                       |             |          |                                                              |
| | BRbu 4üm-60   | BRbumh 281            | 1960        | 0002 (P) | (R) Buffetabteil, schmale Fenster, Drehfalttür               |
| | BRbu 4üm-61   | BRbumh 282            | 1962        | 0050     | (R) Buffetabteil, schmale Fenster, Drehfalttür               |
| | BRbu 4üm-62   | BRbumh 283            | 1962        | 0003     | (R) Buffetabteil, schmale Fenster, Drehfalttür               |
| |               | BRbumz 285            | 1971        | 0005     | (R) Snack-Bar, schmale Fenster, Drehfalttür (← BRbumh 282)   |
| |               |                       |             |          |                                                              |
| |               | WGmh 824              | 1976        | 0001 (P) | Gesellschaftswagen                                           |
| |               | WGmz 825              | 1981        | 0010     | Gesellschaftswagen                                           |
| |               | WGmz/h 840 WGmz/h 841 | 1981        | 0039     | Gesellschaftswagen, (← BRyl 446 bzw. BRbumz 282)             |
| |               | WGmh 842              | 1982        | 0008     | Gesellschaftswagen (← div. Bauarten)                         |
| |               |                       |             |          |                                                              |
| |               | BDcm 874              | 2003        | 0015     | (H) Liegewagen mit Gepäckraum für CityNightLine (← Bcmh 246) |
| |               | Bpm 875               | 1995        | 0029     | (H) Ruhesesselwagen für CityNightLine (← Bcm 243)            |
| |               |                       |             |          |                                                              |
| | D 4üm-59      | Dm 901                | 1960        | 0001 (P) | Gepäckwagen, Ladetür 2200 mm breit                           |
| | D 4üm-60      | Dm(s) 902             | 1960        | 0181     | Gepäckwagen, Ladetür 2500 mm breit                           |
| |               | Dms 903               | 1982        | 0050     | Gepäckwagen (← Post-a)                                       |
| |               | Dms 905               | 1968        | 0177     | (H) Gepäckwagen, Steildach                                   |
| Anmerkungen: (L) erhöhte Länge über Puffer: 27,5 m (H) erhöhte Geschwindigkeit von 200 km/h: Bm 235 (alle), Am 203, Bvcmz 248, Bvcmbz 249 und Dms 905 (teilweise, ansonsten 140 bzw. 160 km/h) (R) Restaurantwagen, siehe auch Liste der Speisewagen (P) Prototypwagen kursiv: Zeitraum des Umbaus ←: umgebaut aus →: umgebaut in |               |                       |             |          |                                                              |

## m-Wagen in Italien

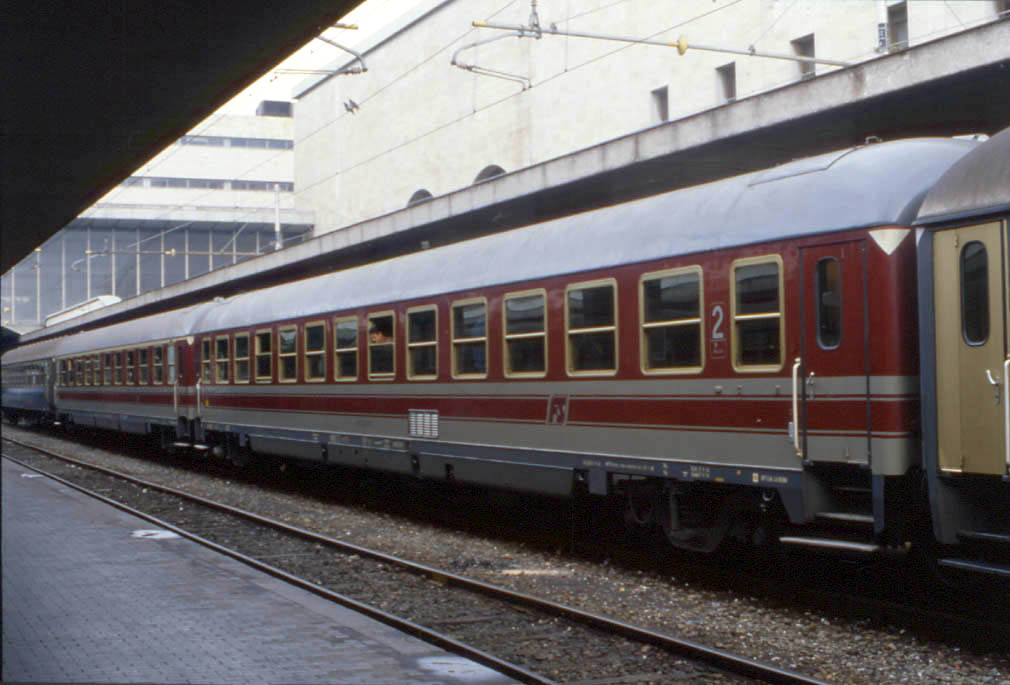
Italienischer UIC-X-Wagen, der bis auf die Schweizer Türen technisch den DB-Wagen entspricht (1995)

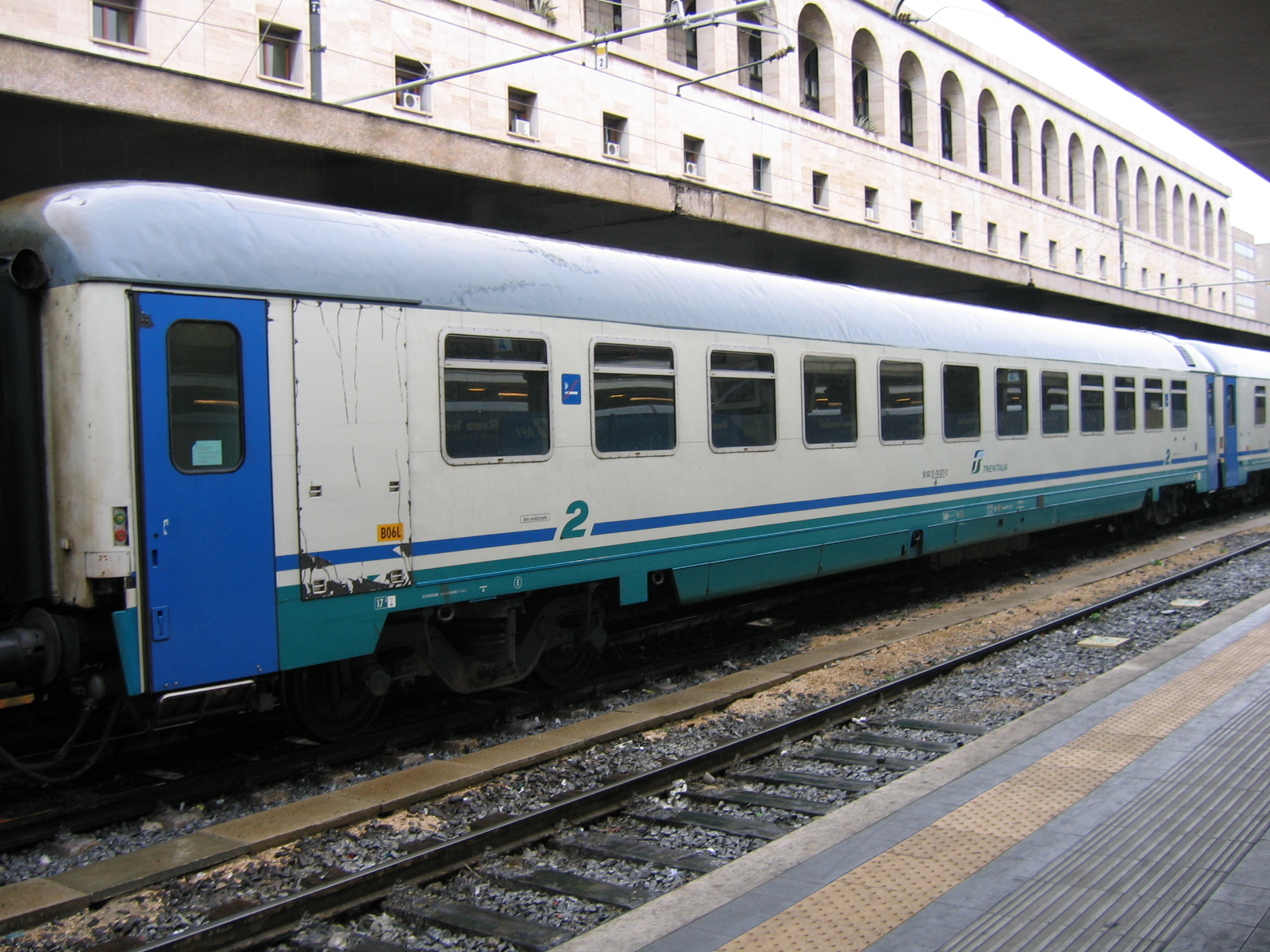
Modernisierter UIC-X-Wagen, adaptiert für den Regionalverkehr der italienischen FS

Den DB-Wagen sehr ähnliche Wagen beschafften die italienischen Staatsbahnen Ferrovie dello Stato (FS) – heute Trenitalia. Von 1964 bis 1985 wurden in sechs Serien insgesamt 4300 Wagen in Ausführung der ersten Klasse, zweiten Klasse, Liegewagen und gemischtklassige AB-Wagen, sowie Post- und Gepäckwagen geliefert. Die technischen Daten entsprechen denen der DB-Wagen. Es gibt Wagen, die für 160, 180 oder 200 km/h zugelassen wurden. Die letzten Wagen besaßen Sickendächer (ähnlich den Eurofima-Wagen) mit Korbbogenende und wurden mit Wagenschürzen ausgestattet.
Die ersten Wagenserien sind noch mit Minden-Deutz-Drehgestellen ausgerüstet worden, bei neueren Serien wurden moderne Fiat-Drehgestelle verwendet.
In jüngster Zeit wurden viele Wagen mit Klimaanlage nachgerüstet, einige zu so genannten Semipilota-Steuerwagen mit Niederflureinstieg umgebaut.
Die anfangs schiefergraue Farbe der Außenwand wechselte ab 1980 in ein weinrot-graues Schema, dem ab 1997 die heutige XMPR-Lackierung biancoverde folgte. Die Wagen, die heute dem Bereich Fernverkehr übertragen sind, haben ein blaues Fensterband, die dem Regionalsektor zugeordneten Wagen haben die regionalverkehrstypischen blauen Türen erhalten.
Die Regionalwagen kommen oft in Interregionale gemeinsam mit MDVE-Wagen und MDVC-Wagen zum Einsatz.
Die fensterbandblauen Fernwagen sind überwiegend in Nachtzügen (Treni notte), seltener in IC-Zügen zu finden.